# Бартићи
Бартићи (итал. Bartici) је насељено место у Републици Хрватској у Истарској жупанији. Административно је у саставу града Лабина.

## Становништво
Према последњем попису становништва из 2001. године у насељу Бартићи живело је 79 становника који су живели у 19 породичних домаћинстава.
Кретање броја становника по пописима 1857—2001.
| година пописа  | 1857. | 1869. | 1880. | 1890. | 1900. | 1910. | 1921. | 1931. | 1948. | 1953. | 1961. | 1971. | 1981. | 1991. | 2001. |
| бр. становника | 0     | 0     | 110   | 162   | 166   | 150   | 0     | 0     | 177   | 158   | 153   | 113   | 86    | 93    | 79    |

Напомена:У 1857., 1869. и 1931. подаци су садржани у насељу Света Марина, општина Раша, а 1921. у насељу Брег. Од 1880. до 1910. исказивано под именом Бртићи.